# Фраєр
Фра́єр (рос. фраер, фрайер) — сленгове ізраїльске слово для позначення людини, що дозволяє іншим зловживати собою.
В одеському[джерело не вказане 2601 день] кримінальному жаргоні позначає людину, яка не має жодного стосунку до «блатного світу», яка «чужа» в кримінальному середовищі. Також цим словом у колах, близьких до кримінального світу, можуть позначати будь-яку людину, яка модно одягнена, а також потенційну жертву злочину чи недосвідчену, наївну людину. Поза кримінальним жаргоном фраєром можуть назвати людину, яка видає себе за особу з вищим статусом, або взагалі не ту людину, Фраєр «позує», але не є тим, за кого себе видає.

## Етимологія
Слово було запозичено з їдишу (їд. פֿרײַ — «вільний»).[джерело?] Також слово співзвучне німецькому «фрайгер» (нім. Freiherr) — барон. Freier — вільна людина
Одна з теорій полягає в тому, що слово походить від freier з німецької та їдишу, «холостяк» або «залицяльник», але також означало клієнта повії.